# Domaine de Hatogaya
Le domaine de Hatogaya (鳩ヶ谷藩, Hatogaya-han) est un domaine féodal japonais de la période Edo situé dans la province de Musashi. Son centre se trouvait dans ce qui est à présent la ville de Kawaguchi, préfecture de Saitama.

## Source de la traduction
- (en) Cet article est partiellement ou en totalité issu de l’article de Wikipédia en anglais intitulé « Hatogaya Domain » (voir la liste des auteurs).